# شوالیه شیطان
شوالیه شیطان (به انگلیسی: Demon Knight) فیلمی محصول سال ۱۹۹۵ و به کارگردانی ارنست دیکرسون است. در این فیلم بازیگرانی همچون بیلی زین، ویلیام سدلر، جیدا پینکت اسمیت، برندا باکی، سی.سی.اچ. پاوندر، دیک میلر، توماس هیدن چرچ، گری فارمر، چارلز فلیشر، جان اسچاک، شری رز، تریسی بینگم، تیم ده زارن و جان لاروکات ایفای نقش کرده‌اند.